# Шаликово (посёлок)
Шаликово — посёлок сельского типа в Можайском районе Московской области в составе сельского поселения Спутник. Численность постоянного населения по Всероссийской переписи 2010 года — 122 человека, в посёлке 5 улиц. До 2006 года Шаликово входило в состав Кожуховского сельского округа.
Посёлок расположен в восточной части района, примерно в 10 км к востоку от Можайска, у остановочной платформы Шаликово, с северной стороны железнодорожной линии Белорусского направления МЖД, высота центра над уровнем моря 195 м. Ближайшие населённые пункты за железной дорогой — деревня Шаликово южнее и Моденово на юго-восток.